# Эль-Хатиб, Махмуд
Махмуд Эль-Хатиб (араб. محمود الخطيب‎, 30 октября 1954, Ага, Дакахлия) — египетский футболист, выступавший на позиции полузащитника. Лучший футболист Африки 1983 года. Лучший игрок в истории египетского футбола, вместе с замбийцем Калушей Бвалия делит 11-12-е места в списке лучших футболистов Африки XX века по версии IFFHS. В течение всей карьеры играл за каирский клуб «Аль-Ахли», а также национальную сборную Египта, с которой выиграл ряд трофеев. Получил прозвище «Египетский Платини». По версии КАФ занимает 2-е место в списке лучших футболистов Африки последнего 50-летия.

## Клубная карьера
Во взрослом футболе дебютировал в 1972 году выступлениями за каирский «Аль-Ахли», цвета которого и защищал на протяжении всей своей карьеры, длившейся семнадцать лет. Был одним из главных бомбардиров команды, всего провел 266 матчей, в том числе в чемпионате — 199 матчей, забил 108 голов. 10-кратный чемпион и 5-кратный обладатель Кубка Египта, победитель Кубка африканских чемпионов (1982, 1987), Кубка кубков Африки (1984, 1985, 1986).

## Выступления за сборную
В 1974 году дебютировал в официальных матчах в составе национальной сборной Египта. В течение карьеры в национальной команде, которая длилась 13 лет, провел за сборную страны 60 матчей, забив 39 голов. Участник Олимпийских игр 1984 года, на которых отметился голом и помог египтянам дойти до четвертьфинала. Трижды принимал участие в Кубке африканских наций (1980, 1984, 1986), причем на последних играх, которые прошли на родине, Эль-Хатиб помог своей команде впервые за 27 лет выиграть континентальное первенство.

## Достижения

### Клубные
- Чемпион Египта (10): 1974/75, 1975/76, 1976/77, 1978/79, 1979/80, 1980/81, 1981/82, 1984/85, 1985/86, 1986/87
- Обладатель Кубка Египта (5): 1977/78, 1980/81, 1982/83, 1983/84, 1984/85
- Обладатель Кубка африканских чемпионов (2): 1982, 1987
- Обладатель Кубка кубков Африки (3): 1984, 1985, 1986
- Обладатель Кубка африканских наций (1): 1986

### Индивидуальные
- Лучший футболист Африки: 1983
- Лучший бомбардир Чемпионата Египта (2): 1977/78 (11 голов), 1980/81 (11 голов)